# Carrozzeria Introzzi
Die Carrozzeria Introzzi war ein italienisches Karosseriebauunternehmen, das bis zum Zweiten Weltkrieg Aufbauten für Oberklassefahrzeuge, später auch Variationen diverser Fiat-Modelle herstellte. Ein Sohn des letzten Inhabers etablierte 1960 den Konkurrenzbetrieb Officine Introzzi, der formal und organisatorisch unabhängig war.

## Unternehmensgeschichte
Die Carrozzeria Introzzi wurde 1890 gegründet. Das Unternehmen war in der lombardischen Stadt Como ansässig. Anfänglich fertigte es Anhänger für landwirtschaftliche Zwecke, die bald den Ruf hoher Qualität erwarben. Bereits zu Beginn des 20. Jahrhunderts ließen einzelne Kunden bei Introzzi auch Aufbauten für Automobile herstellen. Nach dem Ende des Ersten Weltkriegs konzentrierte sich Introzzi nahezu vollständig auf Automobilkarosserien, wobei das Unternehmen eine große Vielseitigkeit zeigte. Bei Introzzi entstanden in den Jahren zwischen den Kriegen sowohl Luxuskarosserien für Personenkraftwagen auf Fahrgestellen von Lancia (vor allem Lambda) als auch Nutzfahrzeugaufbauten für Fiat-Chassis.
Nach dem Ende des Zweiten Weltkriegs legte Giovanni Introzzi, der Sohn des Unternehmensgründers, den Schwerpunkt wieder auf den Bereich von Nutzfahrzeugaufbauten; vereinzelt wurden aber auch Serien-PKWs wie der Fiat 600 mit äußeren Anbauteilen veredelt. Die Aufbauten entstanden durchgängig in Handarbeit. Giovanni Introzzis Sohn Giuseppe, der eine Umstellung auf maschinelle Fertigungsmethoden befürwortete, seine Vorstellungen allerdings nicht durchsetzen konnte, verließ das Unternehmen 1960 und gründete in der Nachbargemeinde Lipomo einen eigenständigen Betrieb, der als Officine Introzzi firmierte. Giovanni Introzzi führte die Carrozzeria Introzzi noch einige Jahre weiter, musste aber ca. 1965 den Betrieb einstellen.